# Rufrius Crispinus
Rufrius Crispinus, chevalier puis sénateur romain, fut préfet du prétoire sous l’Empereur Claude. Il eut pour épouse Poppée qui, après leur divorce, devint la seconde épouse de Néron. Condamné à l'exil par ce dernier, il fut finalement mis à mort en 66.

## Sources[1]
On le connait essentiellement via les Annales de Tacite.L'épigraphie fournit des sources indirectes.

## Vie
On ignore son origine familiale et sa date de naissance. Le nom de famille Crispinus est fréquemment attesté dans l'histoire romaine. Son accession à la préfecture du prétoire sous l'empereur Claude atteste d'un solide ancrage dans l'ordre équestre: Claude est réputé être un Empereur très proche de cet equester ordo.
L'hypothèse selon laquelle il serait de basse origine égyptienne se fonde sur une mauvaise interprétation de Juvénal et de Martial.
Il se maria en 44 avec Poppée dont il eut un fils, portant le même nom que lui. Il divorça et Poppée épousa le futur empereur Othon, puis Néron. Déchu et condamné à l'exil en Sardaigne par ce dernier en 65 , il y finit assassiné en 66, tout comme son fils, devenu de facto beau-fils de l'Empereur, l'avait été ou le serait sous peu.

## Carrière
Il est nommé préfet du prétoire par Claude au milieu des années 40. Puis il accède au Sénat, d'abord au rang prétorien, intermédiaire dans la hiérarchie sénatoriale, vraisemblablement après avoir mâté une rébellion en 47.
Il semble qu'il partagea la préfecture avec un collègue, du moins pendant une partie de sa charge.
Par la suite, il est le premier préfet du prétoire à recevoir les ornements consulaires, des mains de l'empereur Claude, et grimpe donc au sommet de la hiérarchie sénatoriale. Ce qui put faire scandale. Il perdit son poste en 50, sans doute sous l'influence de l'impératrice Agripinne, mère de Néron d'un premier mariage, au motif qu'il serait resté fidèle à la mémoire de Messaline et aurait soutenu ses enfants Octavie et Britannicus. Il fut remplacé par Burrus.